# Perlacher Forst

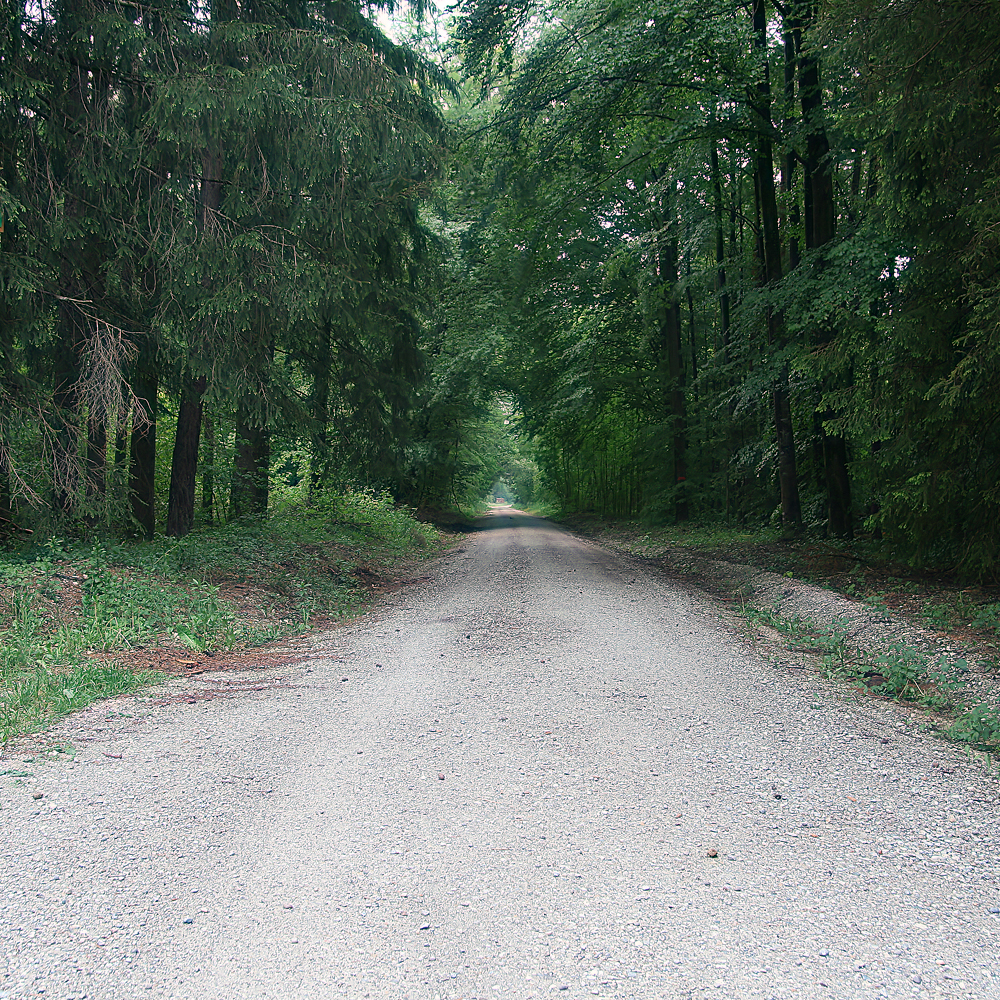
Die schnurgeraden Forstwege sind typisch für den Perlacher Forst

Der Perlacher Forst ist ein 13,36 km² großes gemeindefreies Waldgebiet südöstlich von München. Er gehört mit dem Grünwalder Forst und dem Forstenrieder Park zur „Betriebsklasse Süd“ des Forstbetriebes München der Bayerischen Staatsforsten und hat als Naherholungsgebiet für die Bevölkerung große Bedeutung, da er wohnortnahes Naturerlebnis und die Möglichkeit zur biologischen und umweltpolitischen Bildung bietet. Er ist Teil des Münchner Grüngürtels. Innerhalb des Forsts liegt zwischen dem Tannenzipfel-Geräumt und dem Perlach-Geräumt ein Schießplatz.

## Gebiet

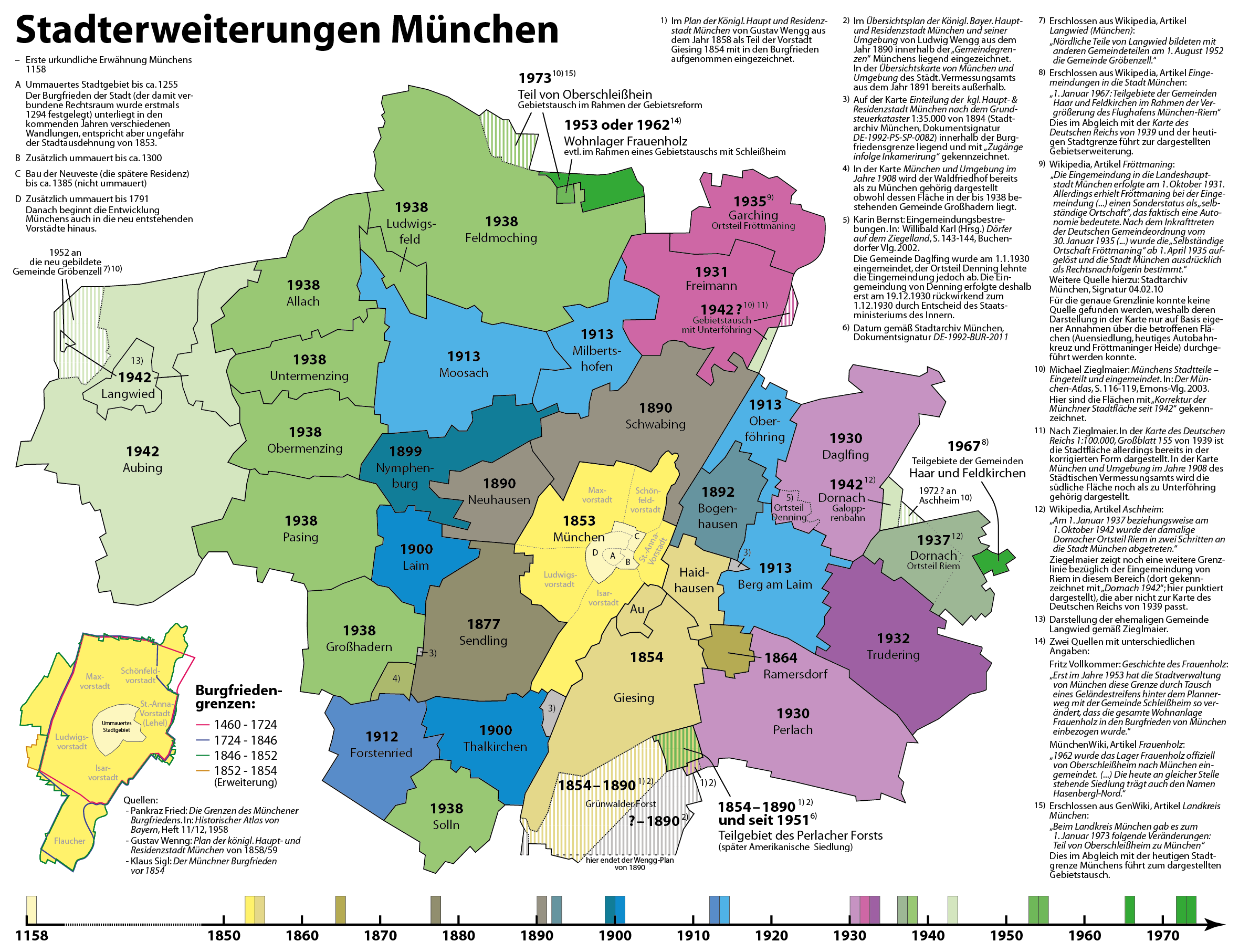
Eingemeindungen nach München: 1954 Teilgebiet des Perlacher Forsts

Ab 1953 wurde die nordöstlichste Teilfläche des Perlacher Forstes mit einem annähernd quadratischen Grundriss und einer Fläche von rund einem Quadratkilometer abgeholzt, um Raum zu machen für die Siedlung am Perlacher Forst, im Volksmund auch „Ami-Siedlung“ genannt. Das Gebiet wurde 1951 aus dem gemeindefreien Gebiet aus- und in die Stadt München, Gemarkung Perlach, eingegliedert.
Nach der Ausgliederung verbleiben die folgenden Staatsforstdistrikte, die Fluren entsprechen und die mit aufsteigenden Römischen Zahlen nummeriert sind.
Die Staatsforstdistrikte werden weiter in quadratisch abgegrenzte gleich große (etwa je 19 Hektar), durch aufsteigende natürliche Zahlen bezeichnete Abteilungen gegliedert, die Flurstücken entsprechen. Nur wo das Gebiet an benachbarte Gebiete (Stadt München, Gemeinde Unterhaching, oder Grünwalder Forst) grenzt, sind die Abteilungen zumeist kleiner, da die Quadrate nicht vollständig innerhalb des Gebiets liegen. Die Flurstücksnummern der Flurstücke im Grundbuch sind andere als die Nummern der Abteilungen. An den Grenzen dieser Flurstücke orientieren sich die allermeisten Wege und Geräumte im Gebiet.
- Staatsforstdistrikt I (nach München ausgegliedertes Gebiet?)
- Staatsforstdistrikt II Föhret
- Staatsforstdistrikt III Einfang (auch Unterhaching)
- Staatsforstdistrikt IV Sulz
- Staatsforstdistrikt V ?
- Staatsforstdistrikt VI Rothaus
- Staatsforstdistrikt VII Ötz (auch Grünwalder Forst)

Die Zählung mit römischen Zahlen setzt sich fort im südwestlich angrenzenden Grünwalder Forst mit VIII Staudenwiese etc.

## Baumbestand
Die Waldflächen bestehen zum Teil noch aus einschichtigen und aus Sicht des Naturschutzes ungünstig strukturierten Fichten-Monokulturen, die im Gegensatz zu mehrschichtigen Beständen mit einer größeren Spreizung des Baumalters und der Baumartenmischung relativ artenarm sind. Mit dem Bestandesalter steigt die Anzahl der vorkommenden Tierarten, die das vermehrt vorkommende Totholz nutzen und allgemein von den vielseitigeren Lebensraumbedingungen profitieren. Die Altersverteilung der Betriebsklasse Süd ist durch ein Übergewicht jüngerer Bestände gekennzeichnet. Die aus ökologischer Sicht wertvolleren Altbestände sind selten, nur rund 4 % der Fläche sind älter als 120 Jahre.
Bis zu den Orkanen Vivian und Wiebke im Jahr 1990 war die Zusammensetzung der Wälder südlich von München noch stärker durch Fichten dominiert, die in Form von einschichtigen Altersklassenwäldern das Landschaftsbild prägten. Die großflächigen Sturmschäden boten der Forstverwaltung die Möglichkeit, die zerstörten Fichtenbestände durch standortgerechte Laubholz-Mischwälder vor allem durch Eichenkulturen mit Linde und Hainbuche oder Bergahorn-Pflanzungen mit Linde und Hainbuche zu ersetzen. Vorhandene Naturverjüngung wurde erhalten; Buchen-Voranbau unter Schirm wird seitdem verstärkt betrieben. Diese Maßnahmen führen zu naturnahen und stabilen Folgebeständen, die wegen ihres Strukturreichtums eine Verbesserung der waldökologischen Situation bewirken. Ein wesentlicher Faktor für den Erfolg dieser Bestrebungen ist eine angepasste Wilddichte. In den Laubholzmischbeständen kommen im Einzelnen folgende Gehölze vor: Hainbuchen, Spitz- und Feld-Ahorn, Robinien, Vogelbeeren, Mehlbeeren, Espen, Pappeln, Weiden, Weiß- und Schwarzerlen sowie Sand- und Moorbirken; an so genannten Edellaubhölzern findet man, wenn auch teilweise eher selten, Sommer- und Winter-Linden, Eschen, Bergahorne, Kirschen, Roteichen, Ulmen, Elsbeeren, Kastanien, Nussbäume und Speierlinge nebst anderen Wildobstbäumen.
Zur Verdeutlichung der Umbaumaßnahmen, die in den letzten Jahren stattfanden haben, werden in der folgenden Tabelle der Hauptbestandstypen der Betriebsklasse Süd die Bestände aller Altersklassen denjenigen gegenübergestellt, die jünger als 20 Jahre alt sind (Altersklasse I).
| Bestandstyp                                                   | Anteil aller Altersklassen | Anteil der Altersklasse I |
| ------------------------------------------------------------- | -------------------------- | ------------------------- |
| Fichtenreinbestände                                           | 31 %,0                     | 05,1 %                    |
| Fichten-Nadelholz-Mischbestände                               | 12,3 %                     | 01,4 %                    |
| Fichten-Laubholz-Mischbestände                                | 22,4 %                     | 15,4 %                    |
| Bestände mit führender Kiefer                                 | 03,6 %                     | –                         |
| Bestände mit führender Buche                                  | 10,1 %                     | 19,8 %                    |
| Bestände mit führender Eiche                                  | 09,5 %                     | 30,1 %                    |
| Laubholzmischbestände aus sonstigem Laubholz und Edellaubholz | 11,1 %                     | 28,2 %                    |

Bei den Orkanen Anfang der 1990er Jahre wurden in mehreren Parzellen des Perlacher Forstes auf vielen Hektar Fläche alle Bäume entwurzelt. Die Sturmschäden betrafen hauptsächlich Fichtenmonokulturen, aber auch Gebäude am Waldrand und in waldnahen Gebieten mit hohem Baumbestand. Die Berufsfeuerwehr der Stadt München und die Freiwillige Feuerwehren des Landkreises München waren in dreitägigem Dauereinsatz, um die schlimmsten Schäden zu beseitigen. Nicht nur aus Mangel an Geld und Arbeitskräften, sondern auch aus wissenschaftlichem Interesse wurden einige der Waldgebiete nicht geräumt. Auf den Totholzflächen entstanden seither urtümlich anmutende Biotope, an denen sich die Abfolge der Wiederbesiedlung durch Pflanzen und Tiere beobachten lässt.
1992 vernichtete ein großer Waldbrand mehrere Hektar des Forstes. Er konnte schließlich durch einen groß angelegten Einsatz der Feuerwehren der Region unter Verwendung von Hubschraubern eingedämmt und gelöscht werden.

## Gewässer und Brunnen

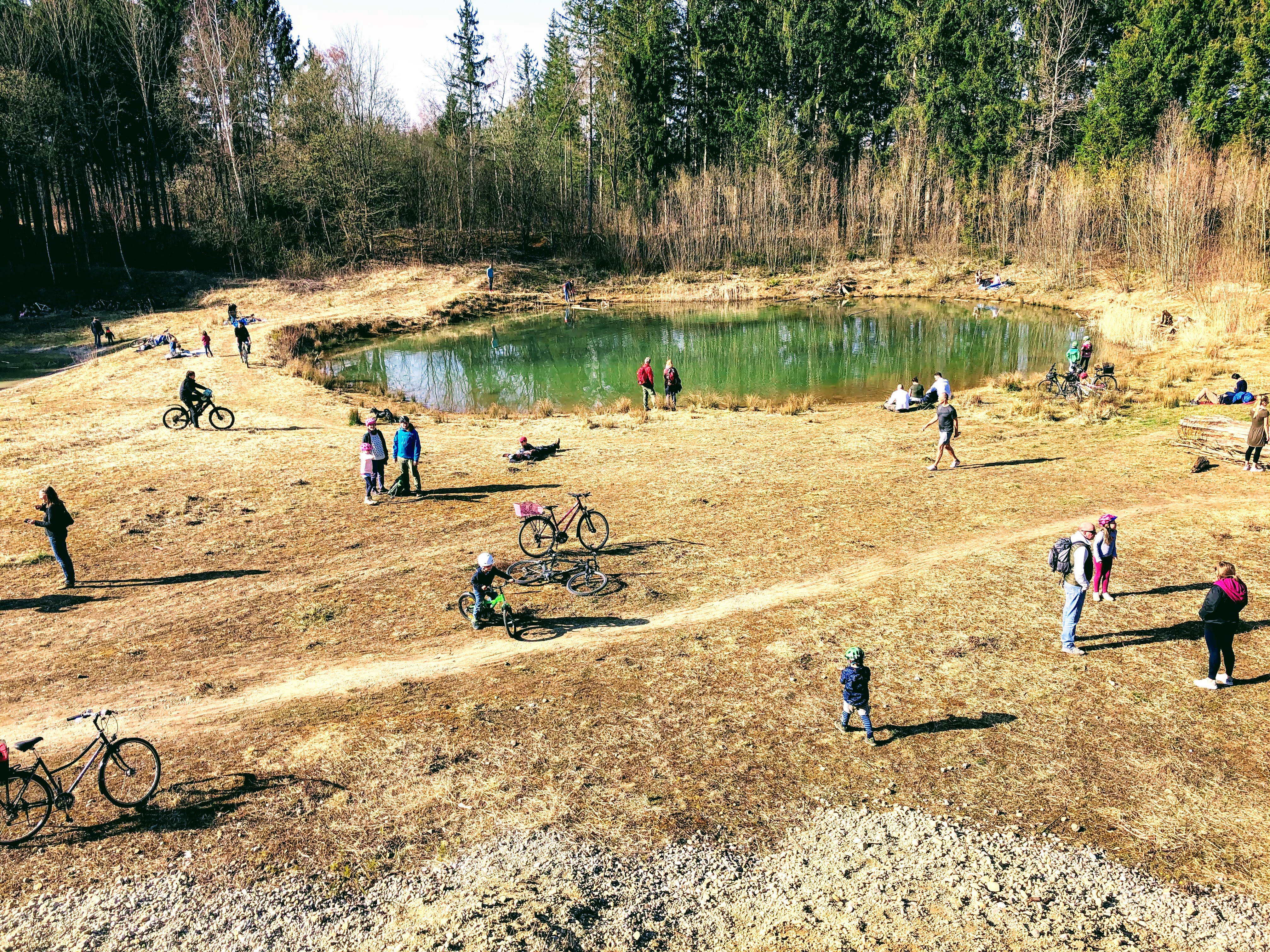
Offen gelassene Kiesgrube

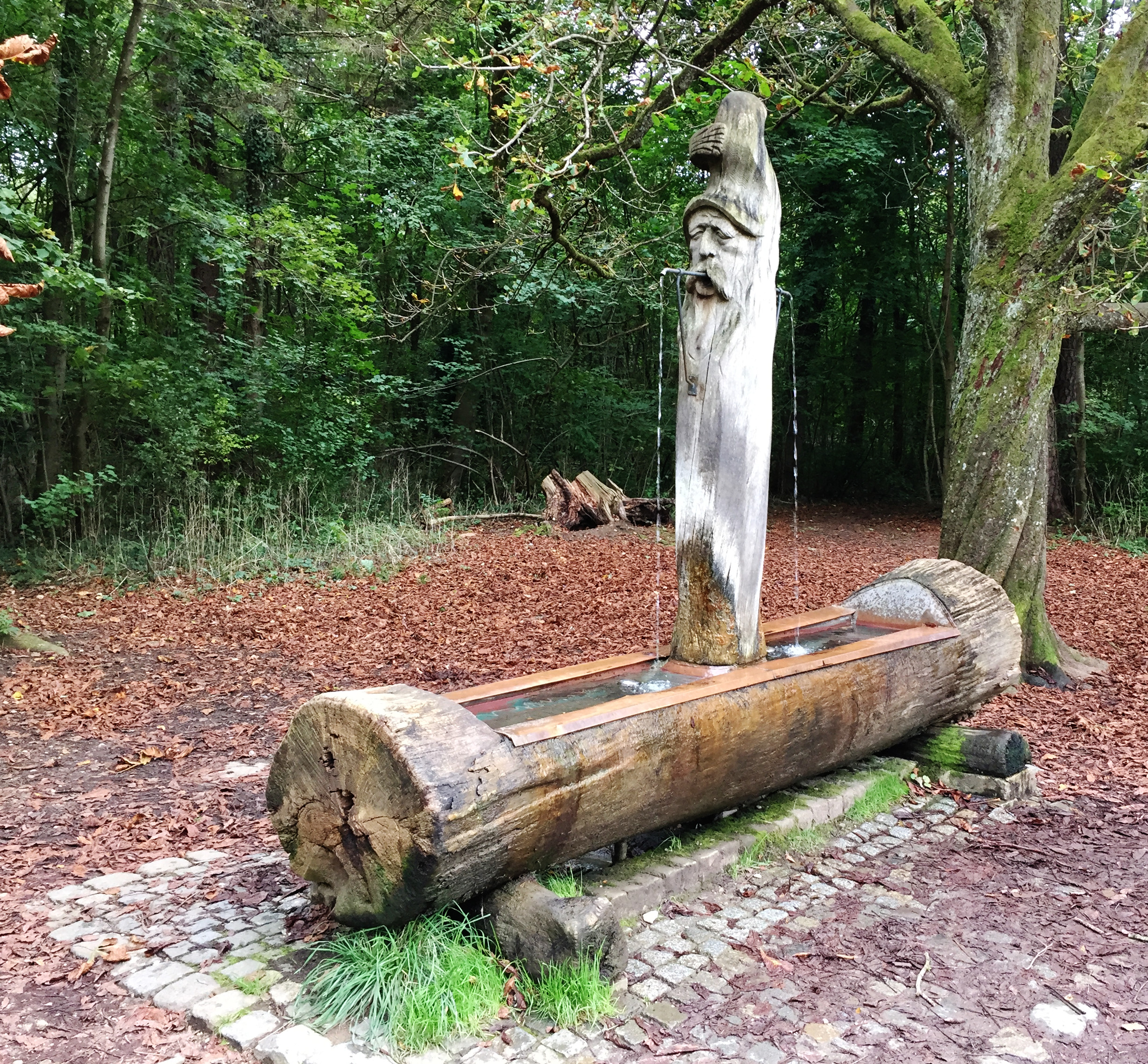
Januskopfbrunnen

Der Perlacher Forst liegt auf dem Gebiet der Münchner Schotterebene, weshalb wegen der durchlässigen oberflächlichen Kiesschicht nur sehr wenige Steh- oder Fließgewässer zu finden sind. Kleinere Oberflächengewässer finden sich lediglich in einer aufgelassenen Kiesgrube in der Nähe des Perlacher Mugls.
Im Forst liegen zwei Münchner städtische Trinkbrunnen:
- der Hischbrunnen[3]  am Harlachinger Geräumt zwischen Wörnbrunner Geräumt und Jägersteig-Geräumt, ursprünglich 1969 von Konstantin Frick, erneuert 1997 von Elmar Dietz (posthum aufgestellt)
- Holztrogbrunnen (Januskopf-Brunnen[4]) gegenüber dem Giesinger Waldhaus an der Oberbiberger Straße nahe dem Säbener Platz (München-Untergiesing-Harlaching), ein zweiröhriger Brunnen, 1904/2000 von Max Ostenrieder und Toni Preis.

## Perlacher Mugl

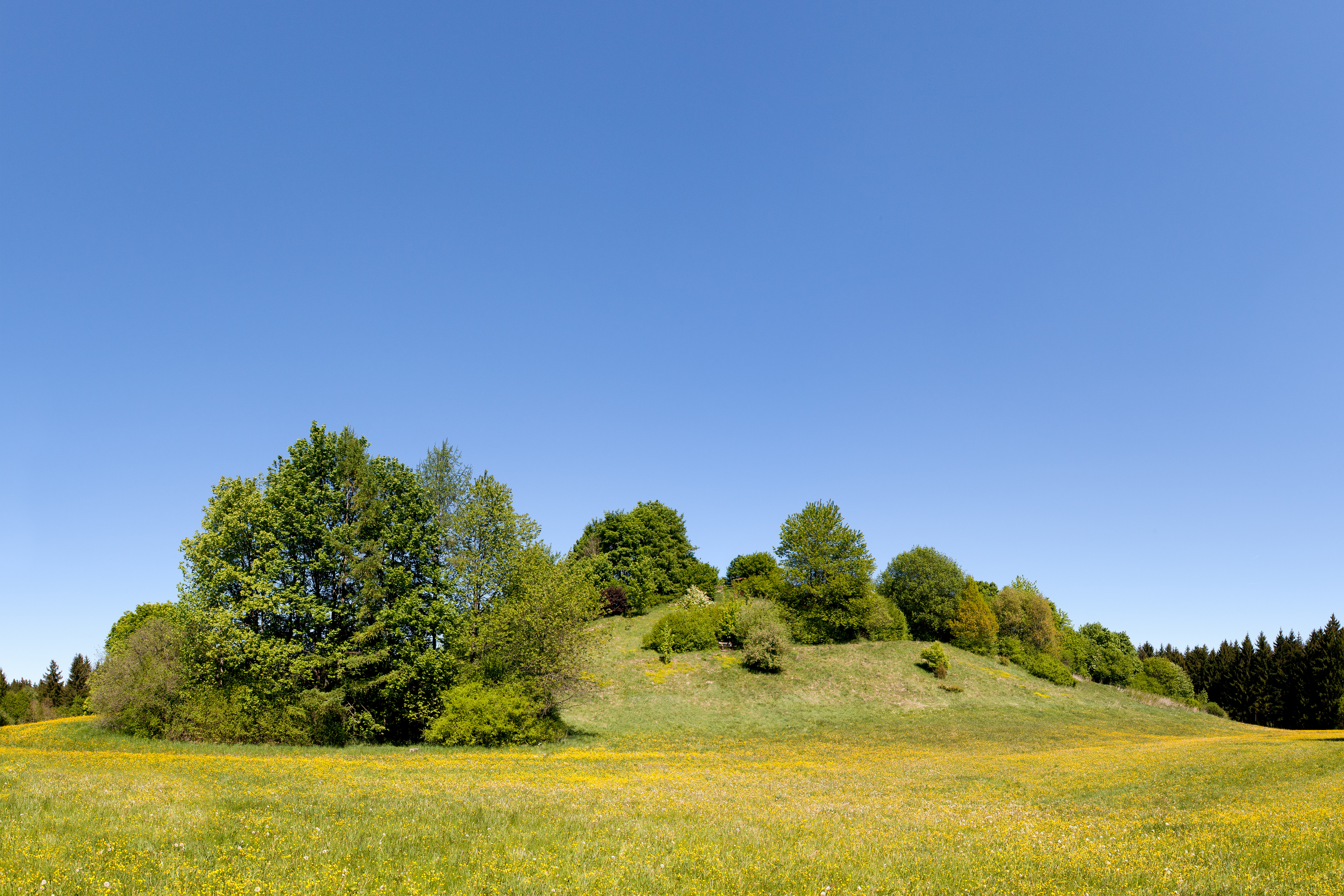
Perlacher Mugl

Früher lag in dem Waldgebiet östlich von Harlaching an der Stelle, auf der sich heute der Mugl (Hügel) erhebt, eine bei Jägern bekannte Hirschbrunftwiese in der Nähe des Roten Hauses, eines Wittelsbacher Jagdschlosses aus dem 18. Jahrhundert. Im Süden der Hirschwiese ist die „alte Suhllacke“ noch als Bodenmulde zu erkennen. Später stand auf der Wiese bis 1944 das Haus des ehemaligen königlichen Wildwärters. Im Zweiten Weltkrieg wurde dort ein großer Bunker mit Flugabwehrgeschützen errichtet, der nach Kriegsende aufgrund seiner massiven Bauweise nicht abgetragen wurde. Stattdessen wurde der Bunker 1970 mit dem Aushubmaterial des McGraw-Grabens überdeckt, der das Ende des Münchener Autobahnrings Bundesautobahn 99 / 995 an den Mittleren Ring anschließt. Durch die Aufschüttung entstand der Mugl, der heute ein beliebter Aussichtsberg ist. Von der 26 Meter hohen Anhöhe hat man bei entsprechendem Wetter einen schönen Blick über den Perlacher Forst bis zum Alpenhauptkamm. Das damalige Bayerische Forstamt München errichtete auf dem Gipfel des Hügels einen Pavillon, in dem sechs anschauliche Informationstafeln den Besucher über die regionale Wald- und Forstgeschichte von der Eiszeit bis heute informieren.

## Giesinger Waldhaus

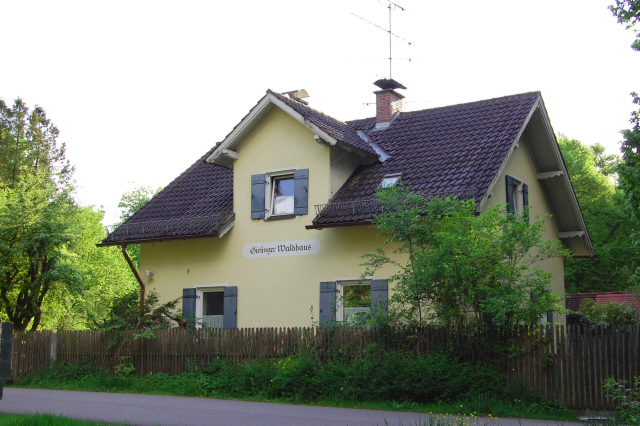
Giesinger Waldhaus

Am Nordrand des Perlacher Forsts liegt noch auf Stadtmünchner Gebiet das Giesinger Waldhaus, ein ehemaliges Forsthaus (Adresse: München, Am Perlacher Forst 161).

## Weitere Ausflugsziele

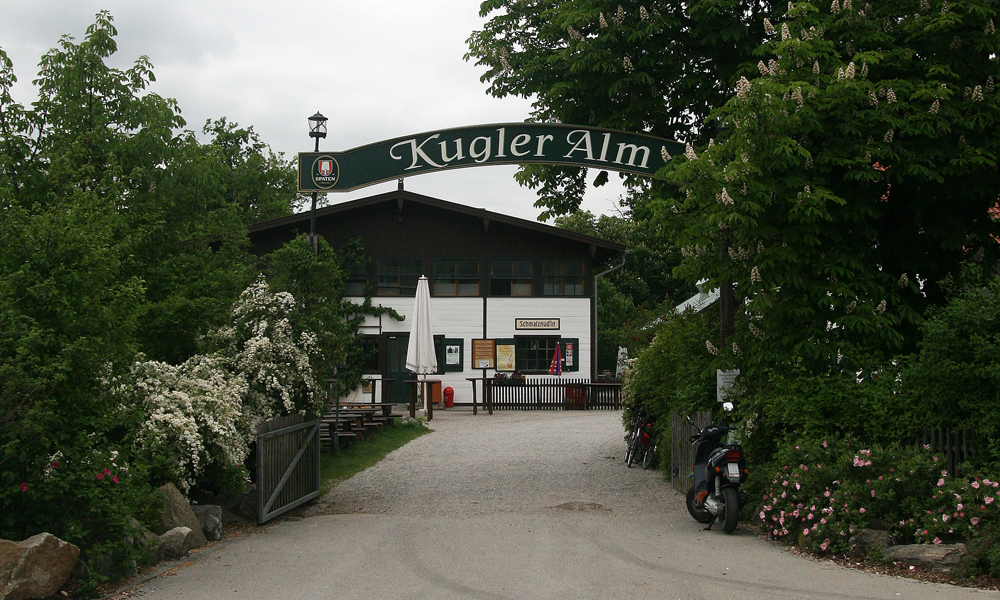
Die Kugler Alm

Ein beliebtes Ziel für Radtouren vom Münchner Süden aus ist die Kugler-Alm, ein traditionsreicher Biergarten mit Spielplatz in Oberhaching südlich des Perlacher Forstes. Die kürzeste Route von München zur Kugler Alm startet am Waldrand am südlichen Ende der Oberbiberger Straße („Giesinger Waldhaus“) in Harlaching und führt über das asphaltierte „Oberbiberger Straßerl“ schnurgerade in südlicher Richtung durch den Wald bis zur „Nussbaum-Ranch“, einem Kiosk, vor dem es in einer Unterführung unter der Bahnlinie hindurchgeführt wird. Von dort führt das letzte Teilstück der Route weiter durch den Wald nach Deisenhofen.
Ebenfalls per Fahrrad durch den Wald ist die Bavaria Film in Geiselgasteig zu erreichen, wo man auf geführten Touren Einblick in das Filmgeschäft nehmen kann.

## RadlRing
Anlässlich der Bundesgartenschau 2005 beteiligte sich die damalige Staatsforstverwaltung unter dem Motto „Wald, Wild, Jagd“ am Projekt RadlRing. Für den RadlRing wurde eine insgesamt 170 Kilometer lange Route für Radtouren rund um München zusammengestellt, die so weit wie möglich abseits vom motorisierten Verkehr durch Wald, Feld und Flur gelegt wurde. Ein knapp 20 Kilometer langes Teilstück der Route verläuft auf speziell gepflegten Wegen durch den Perlacher Forst und führt auch zum Perlacher Mugl. Ein Faltblatt informiert über die Route und die Sehenswürdigkeiten.